# Riccardo Plantageneto, III conte di Cambridge
Riccardo di Conisburgh (in inglese Richard of Conisburgh, 3rd Earl of Cambridge; Castello di Conisbrough, settembre 1375 – Southampton, 5 agosto 1415) fu il terzo conte di Cambridge dal 1414 fino alla sua morte.

## Origine
Figlio minore, terzogenito (secondo maschio) di Edmondo, primo duca di York (figlio maschio quintogenito di Edoardo III d'Inghilterra) e di Isabella (1355 - 1392), terzogenita del re di Castiglia e León, Pietro I e della moglie segreta Maria di Padilla. La sorella di Isabella, Costanza di Castiglia (1354 - 1394), aveva sposato Giovanni Plantageneto, I duca di Lancaster, figlio maschio quartogenito di Edoardo III d'Inghilterra, quindi fratello di Edmondo.

## Biografia
Nel 1402, alla morte del padre, suo fratello maggiore, Edoardo, gli succedette come secondo duca di York.

Stemma di Riccardo di Conisburgh.

Riccardo, nel maggio 1406, sposò la cugina di terzo grado Anna Mortimer, figlia dell'erede al trono inglese, il conte di March, Ruggero Mortimer (1374-1398) e di Eleonora Holland (1373-1405), figlia di Tommaso Holland, 1º conte di Kent. Inoltre Anna era la sorella dell'attuale conte di March, Edmondo Mortimer, erede al trono inglese negli anni 1398 e 1399, che dopo l'ascesa al trono di Enrico di Lancaster (Enrico IV), era tenuto in custodia dalla famiglia Lancaster.
Rimasto vedovo di Anna, morta in seguito al parto del secondogenito, Riccardo, nel 1411, in seguito Riccardo sposò, in seconde nozze, Maud (Matilde) Clifford, figlia di Thomas de Clifford 6º Barone Clifford e della moglie Elizabeth de Ros divorziata da John Neville 6º signore di Latimer, 
Riccardo, nel corso del 1414, era divenuto III conte di Cambridge; la contea gli era stata assegnata da suo fratello, Edoardo.
Dopo che, alla morte di Enrico IV, nel 1413, il figlio e successore, Enrico V, aveva fatto liberare il cognato di Riccardo, Edmondo, conte di March, restituendogli tutte le sue proprietà, Riccardo di Conisburgh, nel luglio 1415, con altri nobili aveva organizzato una congiura conosciuta come "complotto di Southampton", che si proponeva di porre Edmondo sul trono al posto di Enrico V. Edmondo fu messo a parte del piano, ma, colto da un grave senso di colpa, corse a riferire il tutto al re, Enrico V, che perdonò Edmondo ma Riccardo di Conisburgh, assieme a Thomas Gray e Henry Scrope di Masham, venne condannato a morte per alto tradimento. Riccardo, privato di tutti i suoi titoli e beni, fu mandato al patibolo, il 5 agosto di quello stesso anno, a Southampton Green, Hampshire.
Il suo figlio maschio, Riccardo, di circa quattro anni, pochi mesi dopo la decapitazione del padre, divenne il terzo duca di York, per l'avvenuta morte, nella battaglia di Azincourt, del fratello di Riccardo di Conisburgh, il secondo duca di York, Edoardo, che non aveva lasciato eredi legittimi.
Dopo la morte per peste, avvenuta in Irlanda, all'inizio del 1425, dell'altro zio, Edmondo Mortimer, anche lui senza eredi legittimi, il quattordicenne, Riccardo Plantageneto, III duca di York, l'unico figlio maschio di Riccardo e di Anna (l'unica dei fratelli di Edmondo ad avere avuto discendenza), divenne anche conte di March e conte dell'Ulster e in seguito (verso il 1450) avanzò le sue pretese al trono inglese, che portarono alla guerra delle due rose.

## Matrimonio e figli
Riccardo da Anna Mortimer ebbe due figli: 
- Isabella (1409-1484), che sposò Henry Bourchier, 1º Conte dell'Essex
- Riccardo (1411-1460), terzo duca di York, conte di Cambridge e dal 1425 (con grande vigore, dal 1450) pretendente al trono inglese che, nel 1455 diede inizio alla guerra delle due rose.

## Ascendenza
|                                               |                         |                                  | Genitori                  |  |  | Nonni |  |  | Bisnonni                 |  |  | Trisnonni               |  |
|                                               |                         |                                  |                           |  |  |       |  |  | Edoardo II d'Inghilterra |  |  | Edoardo I d'Inghilterra |  |
|                                               |                         |                                  |                           |  |  |       |  |  | Edoardo II d'Inghilterra |  |  | Edoardo I d'Inghilterra |  |
|                                               |                         | Eleonora di Castiglia            |                           |  |  |       |  |  | Edoardo II d'Inghilterra |  |  |                         |  |
| Edoardo III d'Inghilterra                     |                         |                                  |                           |  |  |       |  |  | Edoardo II d'Inghilterra |  |  |                         |  |
|                                               |                         | Isabella di Francia              | Filippo IV di Francia     |  |  |       |  |  |                          |  |  |                         |  |
|                                               |                         | Isabella di Francia              | Filippo IV di Francia     |  |  |       |  |  |                          |  |  |                         |  |
|                                               |                         | Isabella di Francia              | Giovanna I di Navarra     |  |  |       |  |  |                          |  |  |                         |  |
| Edmondo Plantageneto, I duca di York          |                         | Isabella di Francia              |                           |  |  |       |  |  |                          |  |  |                         |  |
|                                               |                         | Guglielmo I di Hainaut           | Giovanni I di Hainaut     |  |  |       |  |  |                          |  |  |                         |  |
|                                               |                         | Guglielmo I di Hainaut           | Giovanni I di Hainaut     |  |  |       |  |  |                          |  |  |                         |  |
|                                               |                         | Guglielmo I di Hainaut           | Filippa di Lussemburgo    |  |  |       |  |  |                          |  |  |                         |  |
| Filippa di Hainaut                            |                         | Guglielmo I di Hainaut           |                           |  |  |       |  |  |                          |  |  |                         |  |
|                                               |                         | Giovanna di Valois               | Carlo di Valois           |  |  |       |  |  |                          |  |  |                         |  |
|                                               |                         | Giovanna di Valois               | Carlo di Valois           |  |  |       |  |  |                          |  |  |                         |  |
|                                               |                         | Giovanna di Valois               | Margherita d'Angiò        |  |  |       |  |  |                          |  |  |                         |  |
| Riccardo Plantageneto, III conte di Cambridge |                         | Giovanna di Valois               |                           |  |  |       |  |  |                          |  |  |                         |  |
|                                               | Alfonso XI di Castiglia | Ferdinando IV di Castiglia       |                           |  |  |       |  |  |                          |  |  |                         |  |
|                                               | Alfonso XI di Castiglia | Ferdinando IV di Castiglia       |                           |  |  |       |  |  |                          |  |  |                         |  |
|                                               | Alfonso XI di Castiglia | Costanza del Portogallo          |                           |  |  |       |  |  |                          |  |  |                         |  |
| Pietro I di Castiglia                         | Alfonso XI di Castiglia |                                  |                           |  |  |       |  |  |                          |  |  |                         |  |
|                                               |                         | Maria del Portogallo             | Alfonso IV del Portogallo |  |  |       |  |  |                          |  |  |                         |  |
|                                               |                         | Maria del Portogallo             | Alfonso IV del Portogallo |  |  |       |  |  |                          |  |  |                         |  |
|                                               |                         | Maria del Portogallo             | Beatrice di Castiglia     |  |  |       |  |  |                          |  |  |                         |  |
| Isabella di Castiglia                         |                         | Maria del Portogallo             |                           |  |  |       |  |  |                          |  |  |                         |  |
|                                               |                         | Giovanni Diego Garcia de Padilla | …                         |  |  |       |  |  |                          |  |  |                         |  |
|                                               |                         | Giovanni Diego Garcia de Padilla | …                         |  |  |       |  |  |                          |  |  |                         |  |
|                                               |                         | Giovanni Diego Garcia de Padilla | …                         |  |  |       |  |  |                          |  |  |                         |  |
| Maria di Padilla                              |                         | Giovanni Diego Garcia de Padilla |                           |  |  |       |  |  |                          |  |  |                         |  |
|                                               |                         | Maria Fernández de Henestrosa    | …                         |  |  |       |  |  |                          |  |  |                         |  |
|                                               |                         | Maria Fernández de Henestrosa    | …                         |  |  |       |  |  |                          |  |  |                         |  |
|                                               |                         | Maria Fernández de Henestrosa    | …                         |  |  |       |  |  |                          |  |  |                         |  |
|                                               |                         | Maria Fernández de Henestrosa    |                           |  |  |       |  |  |                          |  |  |                         |  |